# Peoria (Arizona)
Peoria ist eine Stadt im Maricopa County im US-Bundesstaat Arizona, Vereinigte Staaten, ihr nördlichster Teil gehört bereits zum Yavapai County.
Das U.S. Census Bureau hat bei der Volkszählung 2020 eine Einwohnerzahl von 190.985 ermittelt. Damit gehört Peoria zu den größten Städten Arizonas. Die Bevölkerungszahl hat sich zwischen 1990 und 2010 etwas mehr als verdreifacht. Peoria wird wie viele Städte Arizonas in den kommenden Jahren mit den Folgen des Bevölkerungsbooms zu kämpfen haben.
Das Stadtgebiet hat eine Größe von 366,9 km². Die Häuser in Peoria sind meistens Einfamilienhäuser in mexikanisch-spanischem Baustil. Peoria kann man als Vorort von Phoenix (Arizona) bezeichnen. Durch Peoria verläuft der U.S. Highway 60 und die Arizona State Route 101.

## Geographie
Die Stadt liegt nordwestlich der Stadt Phoenix im Großraum von Phoenix. Das Stadtgebiet befindet sich nördlich und östlich der Stadt Surprise und nordwestlich von Glendale. Im Westen befindet sich zudem der Ort Sun City West und im Osten der Ort New River. Durch das Stadtgebiet, dessen Nordteil aus unbebauter Wüste besteht, fließen der Agua Fria River und der New River.

## Einwohnerentwicklung
In den letzten Jahrzehnten hat sich die Einwohnerzahl der Stadt stark erhöht, sodass Peoria mittlerweile nach der Bevölkerung die neuntgrößte Stadt des Bundesstaats Arizona ist. Bei der letzten Volkszählung 2010 verteilten sich die damals 154.065 Einwohner auf 64.862 Haushalte, mit einem durchschnittlichen Einkommen von 69.589 US-Dollar pro Haushalt. Das Durchschnittsalter betrug 39,5 Jahre und der Anteil der Bevölkerung mit mindestens einem Highschool-Abschluss lag bei 92,7 %. Unter der Armutsgrenze lebte 8,2 Prozent.